# Anisodes marginepunctata
Anisodes marginepunctata là một loài bướm đêm trong họ Geometridae.